# متنزه كولز كريك الحكومي
متنزه كولز كريك الحكومي هو منتزه حكومي تقع على نهر سانت لورانس على الضفة الغربية لكولز كريك. تقع الحديقة في بلدة وادينغتون في مقاطعة سانت لورانس، نيويورك. تبلغ مساحة المنتزة 1,800 أكر (7.3 كـم2).

## وصف الحديقة
يوفر متنزه كولز كريك الحكومي شاطئًا، وطاولات نزهة مع أجنحة، ومسارًا طبيعيًا، وبرامج ترفيهية، وصيد الطيور المائية والغزلان الموسمية، وصيد الأسماك وصيد الأسماك على الجليد، ومرسى وإطلاق قارب مع رصيف ميناء واستئجار القوارب، وامتياز للطعام. تضم الحديقة أيضًا منطقة تخييم بها 232 موقعًا للخيام والمقطورات، تشمل 147 منها وصلات كهربائية.

## روابط خارجية
- متنزهات ولاية نيويورك: حديقة كولز كريك الحكومية